# Popcorn e patatine (album)
Popcorn e patatine è l'undicesimo album di Nino D'Angelo, pubblicato nel 1984.

## Il disco
È un doppio album, molti dei brani di questo album furono inseriti in alcuni film dello stesso D'Angelo, Pe me, tu si...,Scugnizzo a new york,Proviamo ancora e Notte in bianco furono inseriti nel film Uno scugnizzo a New York, Sogno d'estate e Popcorn e patatine in appunto Popcorn e patatine.

## Tracce
1. Popcorn e patatine 3:23 (B.Lanza-N.D'Angelo/F.Chiaravalle)
2. Cara amica no 4:00 (N.D'Angelo/E.Campassi)
3. Pe me,tu si... 3:21 (G.V.C. Romano-N.D'Angelo/F.Chiaravalle)
4. Piccola 3:00 (N.D'Angelo/E.Campassi)
5. Scugnizzo a New York 3:34 (N.D'Angelo/F.Chiaravalle)
6. Sogno d'estate 3.49 (N.D'Angelo)
7. Canzone mia 4:17 (N.D'Angelo)
8. Proviamo ancora 3:26 (N.D'Angelo/D'Agostino-E.Campassi)
9. A mia nonna 4:31 (N.D'Angelo-A.Casaburi/N.D'Angelo)
10. Luntano senza 'e te 3:41 (N.D'Angelo)
11. Comme staie 3:32 (N.D'Angelo)
12. Mio caro pubblico 3:45 (V.Cennamo/N.D'Angelo)
13. E cchiu' me piace 4:04 (N.D'Angelo)
14. Papà papà 3:20 (N.D'Angelo-A.Casaburi/N.D'Angelo)
15. Notte in bianco 2:48 (N.D'Angelo)
16. 'O surdato 2:53 (N.D'Angelo)

## Formazione
- Nino D'Angelo - voce
- Ernesto Massimo Verardi - chitarra
- Andy Surdi - batteria
- Gigi Cappellotto - basso
- Gianni Fare' - pianoforte, sintetizzatori e tastiere
- Lella Esposito - coro
- William Marino e Gigi Tonet - Programmazione Sintetizzatori e Computer
- Paolo Lovat - Tecnico del suono